# Kanton Évry-Sud
Kanton Évry-Sud je francouzský kanton v departementu Essonne v regionu Île-de-France. Vznikl 24. ledna 1985 rozdělením původního Kantonu Évry na severní a jižní část.

## Složení kantonu
| Obec      | Počet obyvatel (2009) | PSČ   | INSEE       |
| --------- | --------------------- | ----- | ----------- |
| Bondoufle | 9 334                 | 91070 | 91 2 10 086 |
| Évry      | 52 403                | 91000 | 91 2 97 228 |
| Lisses    | 7 179                 | 91090 | 91 2 10 340 |